# Obernberg am Brenner
Obernberg am Brenner är en ort och kommun i distriktet Innsbruck-Land i förbundslandet Tyrolen i Österrike. Kommunen har 402 invånare (2024). Den ligger 30 km söder om Tyrolens huvudstad Innsbruck. I kommunen ligger sjön Obernberger See. I söder gränsar kommunen till Italien.